# 1938. évi székesfehérvári országgyűlés

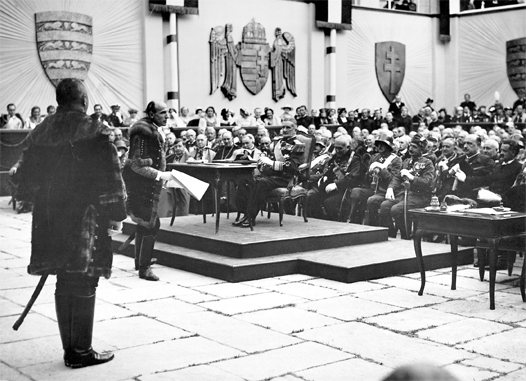
Imrédy Béla miniszterelnök a fehérvári parlament előtt. Az emelvényen Horthy Miklós kormányzó foglal helyet

Az 1938. évi székesfehérvári országgyűlés az 1938-as Szent István-emlékév egyik legjelesebb eseményének számított. Az országgyűlés 1938. július 14-én, a XXIV. törvénycikkben rendelte el, hogy 1938. augusztus 18-án, Szent István király halálának kilencszázadik évfordulója alkalmából Székesfehérvárott kell összeülnie. A kihelyezett országgyűlésnek egyetlen témája volt: a törvény megalkotása, mellyel az ország méltó emléket állít Szent Istvánnak. Ebben a törvényben nyilvánították augusztus 20-át nemzeti ünneppé.

## Története

### Előzményei
A mai országgyűlések előzményének a Szent István által törvénybe iktatott, évenként kötelezően megtartott székesfehérvári törvénylátó napok tekinthetők. A törvénylátó napokon a király az országnagyok jelenlétében és beleegyezésével alkotott törvényeket, hozott döntéseket. Jórészt ezek a törvénylátó napok és az azokból kifejlődő országgyűlések tették Székesfehérvárt a Magyar Királyság világi fővárosává.
Az első ismert, országgyűlésnek tekinthető esemény is Székesfehérvárhoz köthető: az 1057. évi törvénylátó napon megerősítették a nádor szerémi Szent Demeter-kolostort illető alapítványát és Salamon király megkoronázását. Ezután a középkori országgyűlések túlnyomó többsége a Székesfehérvár melletti réteken ült össze. Többek között az 1222. évi országgyűlésnek is a város adott otthont: II. András akkor hirdette ki az Aranybullát. Ennek a nagy múltú hagyománynak adózva tartotta 1938-ban az országgyűlés két háza együttes ülését a kormányzó jelenlétében Székesfehérvárott.
Az országgyűlés 1938. július 14-én hirdette ki a törvényt, melyben elhatározta az 1938. augusztus 18-i fehérvári országgyűlés megtartását:
1. § Az országgyűlés két Háza Szent István király emlékére, halálának kilencszázadik évfordulója alkalmából az 1938. év augusztus hava 18. napján Székesfehérvárott tart ünnepélyes együttes ülést, ahol Szent István a királyi törvénynapokat tartotta s amely város a királyi törvénynapokból kifejlődött Árpád-kori országgyűlések székhelye volt.

2. § A székesfehérvári ünnepélyes együttes ülés egyetlen tárgya ama törvény megalkotása, amelyben a nemzet a keresztény magyar államot megalapító Szent István király emlékét megörökíti.
Ezen az ünnepélyes együttes ülésen a m. kir. miniszterelnök benyujtja és nyomban ismerteti a Szent István király emlékét megörökítő törvényjavaslatot, amelyet az együttes ülés azonnal letárgyal. A letárgyalt és elfogadott törvényt a miniszterelnök kihirdetési záradékkal és aláírással ellátás végett az együttes ülés keretében azonnal az ország Kormányzója elé terjeszti.
A tárgyalás és a határozathozatal módját egyébként az országgyűlés két Háza állapítja meg.

3. § A jelen törvény végrehajtásáról a m. kir. miniszterelnök gondoskodik.

### A helyszín

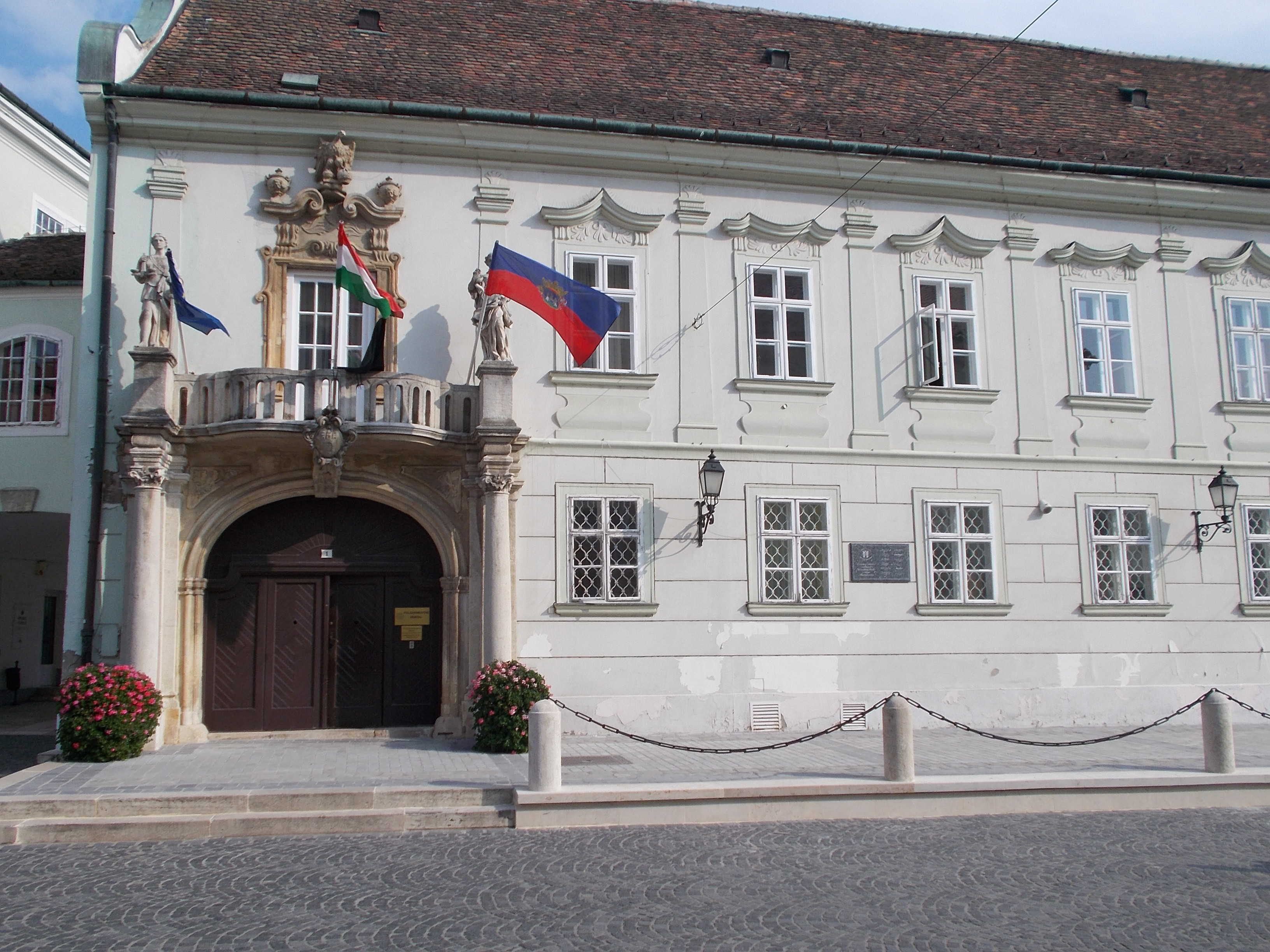
A székesfehérvári városháza főbejárata

A Szent István által törvénybe iktatott évenkénti fehérvári törvénylátó napok, valamint az abból kifejlődő, szinte kötelező jelleggel Székesfehérvárott tartott országgyűlések hagyományának tisztelegve az 1938-as ünnepi országgyűlés a városban ült össze. A tanácskozás színtere az átépített székesfehérvári városháza díszudvara volt.

### Tárgya
Az 1938. évi székesfehérvári országgyűlésnek egyetlen tárgya volt: augusztus 20-a nemzeti ünneppé nyilvánítása és rendelkezés Szent István király emlékének méltó megtartásáról. Augusztus 20-át egyébként már 1771-ben országos ünneppé nyilvánította Mária Terézia királynő, miután XIV. Benedek pápa rendelkezésére Szent István napja kikerült a kalendáriumból.

### Határozata
Az 1938. augusztus 18-i székesfehérvári országgyűlés határozata a következő volt:
Kilencszáz esztendeje, hogy az Úr magához szólította Magyarország első királyát, Szent Istvánt. A magyar nemzet az elmúlt évszázadok alatt - a viszontagságok és a megpróbáltatások legsúlyosabb idejében is - változatlan, hálás kegyelettel őrízte meg a dicső uralkodó el nem múló emlékezetét. Halálának kilencszázadik évfordulóján a magyar törvényhozás az isteni Gondviselés iránt érzett bensőséges hálával kíván hódolni a magyar királyságot megalapozó s a magyarságot az európai küldetés útjára elvezető nagy magyar fejedelem és apostol halhatatlan szellemének.

Mélységes tisztelettel emlékezik meg a nemzet első királyunknak, a szentnek, az államalkotónak, az uralkodónak és a hadvezérnek máig ható, dicsőséges tetteiről és maradandó történelmi alkotásairól. Ezek a tettek és ezek az alkotások örök időkre hirdetik az ő csodálatos emberi nagyságát, kimagasló uralkodói erényeit és mélységes államférfiúi bölcsességét. Új szellemi és társadalmi formát adott a magyarság életének, de ugyanakkor tisztelte és óvta az ősi értékeket. A krisztusi hit elterjesztésével, a keresztény erkölcsök meghonosításával megnyitotta a keletről jött magyarság előtt a nyugati művelődés kapuit s államépítő munkájával megvetette a magyar nemzet életének és fejlődésének szilárd alapjait. Azzal, hogy az egyházat hazánkban más államok egyházfőitől függetlenül szervezte meg, biztosította az ország sajátos szellemi és erkölcsi fejlődését, míg azzal, hogy a magyarság belső erőit céltudatosan összefogta, megteremtette a nemzeti függetlenség hatalmi és erkölcsi előfeltételeit. A királyi tanács, a királyi vármegye, a királyi törvénynapok, a királyi udvar felállításával megalkotta a nemzet mai alkotmányos törvényhozási, kormányzati, bírói és közigazgatási berendezkedésének első kereteit s a nemzet gondolatának kifejlesztésével a magyarság egymást követő nemzedékeinek lelkébe mélyen belevéste a magyar állam szuverénitásának, a magyar nemzet szabadságának s a magyarság magasabb európai küldetésének tudatát és akaratát.
E nagyszabású uralkodói, államférfiúi, hadvezéri, nemzetépítő, társadalomszervező és apostoli tevékenység olyan örökérvényű és örökértékű történelmi teljesítmény, amely a hódoló és emlékező mai és jövő nemzedék felé egy ezredév távlatából is magasztos fénnyel sugárzik.
Az országgyűlés, hogy a nemzet hálájának és hódolatának ünnepélyes kifejezést adjon, két házát külön törvényrendelkezéssel Székesfehérvár szabad királyi városba a mai napra összehívta és ott, a nagy király alkotásait továbbépítő dicsőséges Árpádház királyi törvénynapjainak és országgyűléseinek történelmi színhelyén az ország Kormányzójának személyes jelenlétében megtartott ünnepi együttes ülésén a következőképpen rendelkezett:
1. § Az országgyűlés Szent István király dicső emlékét a magyar nemzet örök hálájának és mélységes hódolatának bizonyságául törvénybe iktatja.
2. § Az országgyűlés augusztus hó 20. napját Szent István király emlékezetére nemzeti ünnepnek nyilvánítja.

3. § Ez a törvény kihirdetése napján lép életbe.

## Emlékezete

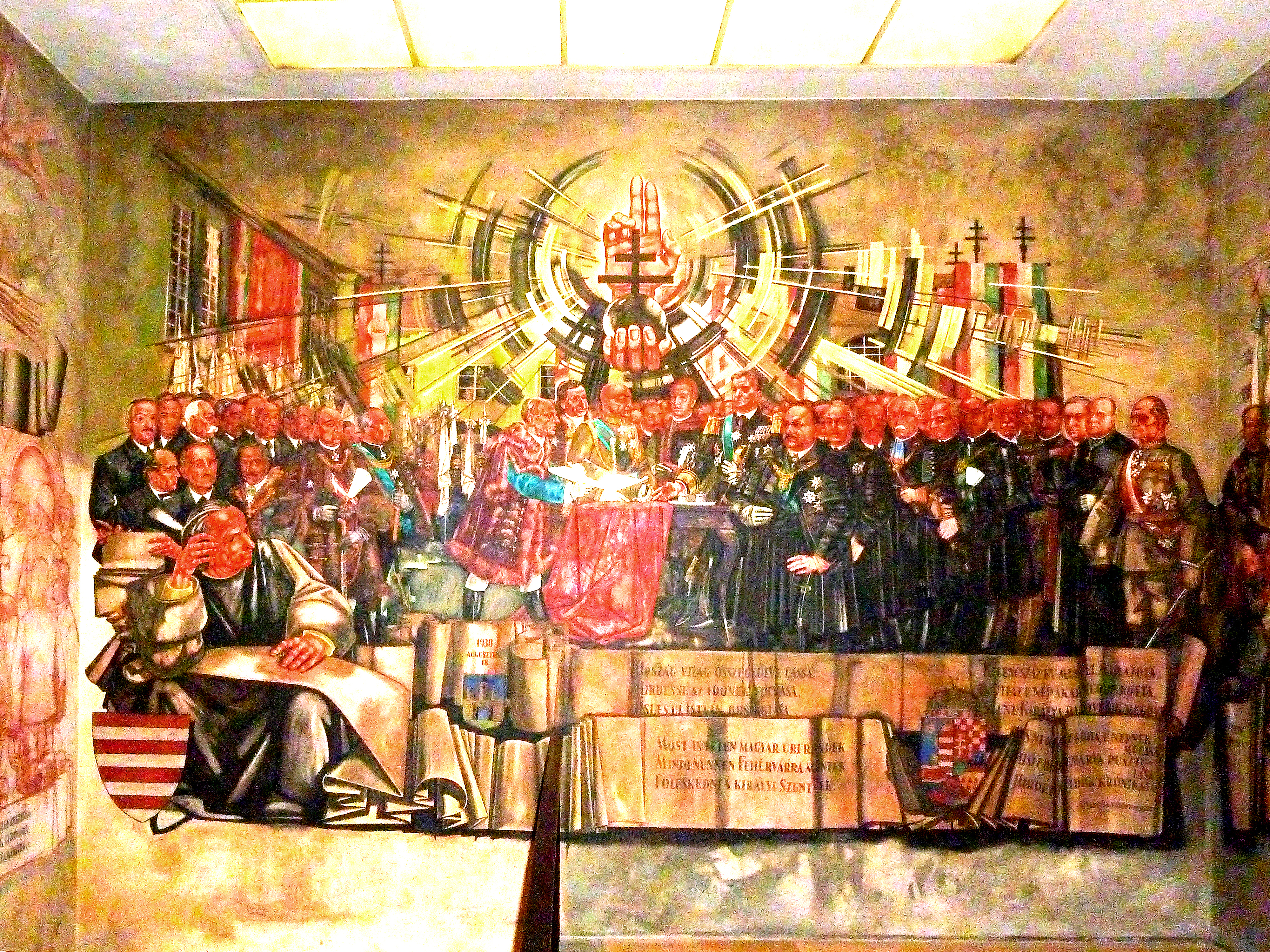
Aba-Novák Vilmos szekkója

Az 1938-as székesfehérvári országgyűlés a város újkori történelmének egyik fontos eseménye. Ennélfogva azóta festmények, írások tucatjai láttak napvilágot az ünnepi eseményt középpontba helyezve.
A legjelentősebb ilyen alkotás Aba-Novák Vilmos festő munkája. A hatalmas szekkó a székesfehérvári városháza első emeleti folyosójának falát díszíti. A szekkón megjelennek az országgyűlés főbb részvevői, köztük Horthy Miklós kormányzó, Imrédy Béla miniszterelnök, Hóman Bálint történész, a város országgyűlési képviselője és Csitáry G. Emil polgármester.
Az 1938-as ünnepi országgyűlés emlékének adózva 2013. augusztus 19-én, Szent István halálának 975. évfordulóján kihelyezett ülést tartott a kormány a városháza dísztermében a 2013-as Szent István-emlékév alkalmából. Az ülésen többek között Székesfehérvárral kapcsolatos fejlesztésekről döntöttek. Tárgyaltak a várossal a koronázóbazilika romkertjének rendezéséről, és a 2022-es, valamint a 2038-as emlékévek méltó lebonyolításának előkészítéséről is.